# Caizhai (ort i Kina, Henan Sheng, lat 33,27, long 113,96)
Caizhai är en ort i Kina. Den ligger i provinsen Henan, i den centrala delen av landet, omkring 170 kilometer söder om provinshuvudstaden Zhengzhou. Antalet invånare är 11 843. Befolkningen består av 5 854 kvinnor och 5 989 män. Barn under 15 år utgör 21,0 %, vuxna 15-64 år 66 %, och äldre över 65 år 11,0 %.
Runt Caizhai är det tätbefolkat, med 427 invånare per kvadratkilometer. Närmaste större samhälle är Hexing, 5,1 km söder om Caizhai. Trakten runt Caizhai består till största delen av jordbruksmark.
Genomsnittlig årsnederbörd är 984 millimeter. Den regnigaste månaden är augusti, med i genomsnitt 180 mm nederbörd, och den torraste är januari, med 10 mm nederbörd.